# Centaurea kemulariae
Centaurea kemulariae — вид квіткових рослин айстрових (Asteraceae). Ареал пд.-євр. росія та Північний Кавказ.